# Rafael Góchez Sosa
Rafael Góchez Sosa (Santa Tecla, 23 de diciembre de 1927 – 16 de diciembre de 1986) fue un poeta y docente salvadoreño.
En su juventud Góchez logró ser titulado como contador, y fungió además como maestro de educación media en la especialidad de estética y letras. A finales de la década de los años 1940 partió a Honduras a trabajar en las bananeras de este país, como un trabajador más.
De regreso a El Salvador se dedicó a la docencia y al periodismo, además de contraer nupcias en 1957. El siguiente año fundó el Liceo Tecleño. 
Su primer éxito en el ámbito poético fue en los Juegos florales de Sonsonate en 1959, formando parte en ese tiempo de la llamada “Generación comprometida”. Ganó otros concursos, entre ellos los Juegos florales de Quezaltenango con los trabajos Desde la Sombra y Los Regresos en 1967 y 1970, respectivamente. Otro de sus logros fue el haber ganado la II Bienal Latinoamericana de poesía en Panamá en 1972.

## Obra
- Luna nueva, poesía, San Salvador, 1962.
- Poemas circulares, poesía, San Salvador, 1964.
- Voces del silencio, poesía, San Salvador, 1967.
- Poemas para leer sin música, poesía, México, 1971.
- Cien años de poesía salvadoreña: 1800-1900 con Tirso Canales, crítica histórico–literaria, San Salvador, 1978.